# ひまわりと子犬の7日間
『ひまわりと子犬の7日間』（ひまわりとこいぬのなのかかん）は、2013年3月16日公開の日本映画。物語の舞台となった宮崎県では2013年3月9日に先行公開、2012年10月の第25回東京国際映画祭でプレミア上映された。

## 概要
2007年に宮崎県中央保健所で起きた実話をもとに制作された作品。原案となった山下由美のブログ「動物たちの未来のために」が全国で話題になり、書籍化を経て松竹映画会社が著者である山下由美に映画化オファー。山田洋次監督の助監督・共同脚本を長年務めている平松恵美子の初監督作品である。殺処分というテーマには難航し脚本は30稿まで練り上げられている。撮影期間は2011年10月30日から12月21日、宮崎県宮崎市大塚台・田野、日南市宮浦・南郷町・丸山などでロケを行っている。
キャッチコピーは「命の期限は7日間。ぼくたちは奇跡を起こす。ただ、愛の力だけで――」。
全国232スクリーンで公開され、2013年3月16、17日の初日2日間で興収8,433万8,400円、動員7万3,708人になり、映画観客動員ランキング（興行通信社調べ）で初登場第5位となった。最終興行収入は5億6900万円。

## あらすじ
宮崎県のある農家で、飼っていた雌犬が生んだ子犬の中、成長が遅いため他の飼い主に引き取ってもらえなかった一頭をおじいさんとおばあさんが育てる。しばらくして不幸にも母犬は野良犬にかみ殺されてしまったが、残された子犬を老夫婦は可愛がる。すくすくと育った子犬はいつしか母犬と同じ大きさにまで成長し、老夫婦と幸せに暮らしていた。
ところがおばあさんが亡くなり、おじいさんは老人ホームへ。犬は自動車で去っていくおじいさんを必死で追いかけたが見失い、数日かかって元の家に戻ると取り壊されており、野良犬になってしまう。
2007年宮崎。勤めていた動物園が閉鎖され、保健所に勤務する神崎彰司は、かつて一緒に飼育係をしていた妻を亡くしていた。神崎は犬の殺処分の7日間を勝手に延ばしていると上司から叱られており、そんな仕事を娘が知って会話も途切れる。
ある日、苦情があって子犬3匹と凶暴な母犬を捕まえる。その母犬はおじいさんと別れて野良犬になってしまった犬だった。娘は母犬たちを救ってほしいと嘆願。その後、寒さで子犬の一匹が死ぬ。それを聞いた友人の獣医がブログで紹介。親子を引き取る人が現れるが、母親が安全という保証が必要だ。神崎は泊まりこみ、懐柔するが、噛まれる。だがそれで「こいつの物語に一歩近づけた気がする」「人間がこいつを野良犬にした」と言い、母犬が幼いころに人に飼われていて愛情深く育てられていたことを認識する。
殺処分の前日、娘が母犬を「ひまわり」と名づける。母犬は処分直前に神崎が流した涙を見て、別れ際におじいさんが流した涙、そして老夫婦に可愛がってもらっていた幸せな日々を思い出して神崎になつき、神崎家は親子で犬を引き取ることになった。

## キャスト
神崎彰司
演 - 堺雅人
宮崎県東部保健所職員。元動物園飼育員で、犬に限らず他の動物も好き。動物好きになったのは小学生の頃に「言葉を話せない動物たちの心の友だちになりたい」と思ったのがきっかけ。保健所の犬たちに何とか里親を見つけて殺処分を減らそうとする。保健所の職員として殺処分という重い仕事を思春期の娘に伝えることに悩む。
ひまわり（母犬）
演 - イチ（柴犬）
宮崎県の農家で生まれたが母犬の突然の死、飼い主夫妻との別れや住んでいた家を失くすなどの不運が重なり天涯孤独の身となる。それ以降野良犬となり後に3匹の子犬と一緒に竹林に潜んでいた所を彰司によって子犬共々保健所に収容される。自身の子犬には愛情深いが、周りの人間には、子犬を守るため気性が荒く彰司が檻に入れないほどの状態となっている。
五十嵐美久
演 - 中谷美紀
五十嵐ペットクリニック獣医師。時々保健所に訪れて収容された犬の健康状態などを診る。彰司が仕事に絡んで娘との親子関係に悩んでいると知り、自身が子供の頃に動物を安楽死させていた父親との話を例にアドバイスする。子犬を見捨てて自分だけ助かろうとする他の野良犬もいる中、ひまわりの母犬としての強さを痛感する。

### 保健所の職員
佐々木一也
演 - 若林正恭（オードリー）
保健所の若手職員。保健所には、『腰かけ』の仕事として勤務していて「オレこの仕事向いていないンすよね」が口癖。彰司から『カズ』と呼ばれている。少々態度が悪そうな物言いで口は達者だが、体を使う仕事は苦手でどんくさい。また仕事の経験も多くないので時々対応を間違うこともある。
桜井
演 - 小林稔侍
保健所所長で彰司の上司。保健所が市民の理解と税金があって成り立っているので、市民の声を重んじる。以前彰司がルールを無視して犬の収容期間を勝手に延長したことがあったため、目を光らせる。
安岡
演 - でんでん
保健所のベテラン職員。収容された犬の管理や野良犬の捕獲などを担当。どこか憎めない口達者な一也のことを『若造』と呼び慕っている。一也に対して時に褒めたり時に注意したりと忙しい。

### 彰司の家族
神崎里美
演 - 近藤里沙
彰司の娘・小学5年生。父・彰司から頼まれて今までに何度か同級生たちに犬の里親探しを持ちかけている。しかし後日、彰司から仕事で犬を殺処分していると打ち明けられてから、多感な年頃ということもあり反抗的な態度を取るようになる。
神崎冬樹
演 - 藤本哉汰
彰司の息子・小学1年生。作中突然姉の里美が飼い犬の散歩をしなくなったため、一人で2匹の散歩などの世話をするようになる。
神崎琴江
演 - 吉行和子
彰司の母。彰司や子供たちが家にいない昼間、家で飼っている2匹の犬の世話をしている。日常的に彰司や孫のことを心配していて、いつも口うるさくしている。
神崎千夏（故人）
演 - 檀れい
彰司の妻。元々動物園の飼育員で、同僚だった彰司と結婚し、里美と冬樹を出産したが、5年前に交通事故により亡くなっている。「どんな動物にも生きてきた歴史があり、それがどんな物語かを考えればきっと心が通じ合える」と持論を持っていた。
プリン（ラブラドールレトリバー）とココア（黒い小型犬）
彰司の家で飼われている犬たち。元々は保健所に収容されていたのを引き取られた。

### その他
長友孝雄
演 - 夏八木勲
ひまわりの飼い主。妻の光子と共にひまわりの面倒を見ていたが自身が老人ホームに入居することになり、ひまわりとの別れを惜しんで将来を心配する。
長友光子
演 - 草村礼子
孝雄の妻。以前から飼っていた犬からひまわりが誕生して犬たちをかわいがっていたが、ほどなくして息を引き取る。
松永議員
演 - 左時枝
市議会職員。『愛犬まつり』という保健所主催で市民参加のイベントの実行委員になったため、保健所に訪れる。
病院に居た男
演 - ひっくん
病院にいたイケメンな男。物語に大きく関わりはしないものの抜群の存在感を示している。
- 仁科克基、北山雅康、那須佐代子、松島海斗、上野譲治、花田有未 ほか

## スタッフ
- 監督・脚本 - 平松恵美子
- 原案 - 山下由美『奇跡の母子犬』
- 音楽 - 寺嶋民哉
- 撮影 - 近森眞史
- 照明 - 渡邊孝一
- 美術 - 西村貴志
- ドッグトレーナー - 宮忠臣
- 録音 - 岸田和美
- 編集 - 小堀由起子
- 記録 - 柳沼由加里
- 装飾 - 湯澤幸夫
- 音楽プロデューサー - 竹中恵子
- 助監督 - 石川勝己
- 音響効果 - 帆苅幸雄
- 製作担当 - 大熊敏之
- ラインプロデューサー - 小松次郎
- 現像・VFX - IMAGICA
- ロケ協力 - 宮崎県、宮崎フィルムコミッション、宮崎市、日南市、小湊鉄道　ほか
- スタジオ - 日活撮影所
- 特別協賛 - インターローカルメディア
- 協賛 - ヤクルト、雲海酒造
- 企画 - 田沢連二
- プロデューサー - 石塚慶生、住田節子
- 制作プロダクション - 松竹撮影所東京スタジオ
- 制作協力 - 松竹映像センター
- 助成 - 文化芸術振興費補助金
- 配給 - 松竹
- 製作 - 「ひまわりと子犬の7日間」製作委員会（松竹、テレビ東京、衛星劇場、テレビ大阪、テレビ愛知、ぴあ、宮崎放送、博報堂、Yahoo! JAPAN）

## 主題歌
「花」
作詞 - Sonar Pocket / 作曲 - Sonar Pocket・KAY / 編曲 - KAY / 歌 - ソナーポケット / レーベル - 徳間ジャパンコミュニケーションズ

## 受賞歴
- 第37回日本アカデミー賞 話題賞俳優部門（若林正恭）[4][5]

## キャンペーン
旧メリアルは通常はフロントラインの売り上げ金の一部をセーブペットプロジェクトに役立ているが、この映画については興行収入の一部をセーブペットプロジェクトに役立ていた。
参考
https://frontlineplus.marru.info

## 原案・関連書籍
- 原案：「奇跡の母子犬」山下由美/著（PHP研究所 2008年6月） ISBN 4-569-68776-8
- 映画ノベライズ：「ひまわりと子犬の７日間」平松恵美子/著（集英社 2013年1月） ISBN 4-08-745028-7
- サイドストーリー：「僕のきっかけ ひまわりと子犬の7日間・一也の場合」平松恵美子/監修・杉江松恋/著（メディアファクトリー 2013年1月） ISBN 4-8401-4953-4
- コミックス：「ひまわりと子犬の7日間」本田恵子/著・山下由美/原案・平松恵美子/脚本（集英社クリエイティブ 2013年2月） ISBN 4-420-15267-2
- 子供向けノベライズ：「ひまわりと子犬の7日間」五十嵐佳子/著・高野きか/絵（集英社 2013年3月） ISBN 4-08-321144-X
- フォトえほん：「フォトえほん ひまわりと子犬の7日間」坂田智昭/写真・高山リョウ/文（ホーム社 2013年3月） ISBN 4-8342-5186-1